# Храм иконы Божией Матери «Знамение» за Петровскими воротами
Храм иконы Божией Матери «Знамение» за Петровскими воротами (также на Песках или храм на Петровке) — православный храм в Тверском районе Москвы. Принадлежит к Иверскому благочинию Московской епархии Русской Православной церкви, с 2002 года имеет статус храма при ГУ МВД по Москве.
Образец «огненных» храмов XVII века с традиционным пятиглавием над кокошниками и резными наличниками. Придел св. Климента имеет вид самостоятельной пятиглавой церкви, соединённой с общей колокольней.

## Прежние названия
В письменных источниках церковь упоминается сначала как церковь Николая Чудотворца за Петровскими воротами (1625 год), затем как церковь Климента, папы Римского на Трубе, у Яру; церковь Климента, папы Римского в Стрелецкой слободе в Михайлове приказе Рчинова; церковь Знамения Пресвятой Богородицы и Климента папы Римского на Трубе, в Стрелецкой слободе.

## История
Первоначально церковь, построенная ещё до восшествия на престол Романовых, называлась «Климента папы Римского, что на Яру», предположительно была деревянной и находилась несколько в стороне от теперешнего местоположения храма, приблизительно на месте пересечения 1-го и 3-го Колобовских переулков.
Ныне существующая каменная церковь была заложена 1 июля 1676 года, в честь окончания крымского похода князя Голицына. Строительство велось на пожертвования стрелков полка Никифора Ивановича Колобова и продолжалось до 1681 года.
В 1754 году с юго-восточной стороны храма был пристроен придел во имя Всех Святых. В 1780 году церковь обновляют, с Климентовского придела снимают четыре главы и оставляют только одну, в 1819 году в нём перекладывают алтарь, в 1843-м обновляют иконостас.
В 1930 году храм был закрыт. В годы Великой Отечественной войны в нём располагалась лаборатория анизотропных структур Академии наук СССР.
В 1968 году начался ремонт храма и колокольни, реставрация 1970—1980-х годов проводилась с восстановлением таких элементов первоначального облика, как главы и наличники на окнах. В киоте над входом в колокольню, вокруг некогда бывшей здесь иконы, сохранилась фреска с изображением ангелов.
10 декабря 1997 года были возобновлены богослужения.
В 2011—2012 годах прошла реставрация колокольни.
В 2015 году на территории храма открыли памятник московским сыщикам, погибшим при исполнении служебного долга. Автор скульптуры — Иван Черапкин, заслуженный художник России. Памятник выполнен в виде вооруженного копьём архангела Михаила со щитом (на котором герб Москвы и надпись «МУР. Уголовный розыск»).
- Храм и колокольня в 2022 году